# Книга чудес світу
Вікіпедія - Книга чудес світу.«Книга чудес світу» (давньофр. Le Livre des merveilles du monde), відома також як «Книга Марка Поло» (давньофр. Le Livre de Marco Polo, італ. Il Milione — від прізвиська Марка Поло «Emilione») — опис подорожей венеційця Марка Поло Азією та Африкою, що він здійснив між 1276 і 1291 роками, та які, з його слів записав давньофранцузькою мовою пізанець Рустікелло (який після програної пізанцями битви при Мелорії перебував в генуезькій тюрмі разом із Марко Поло).
Потрібно відрізняти чотири різні типи книги Марко Поло:
- два різні середньовічні рукописи Марко (та їх численні рукописні копії);
- перша рукописна книга та її копії;
- перші друковані книги та їх копії;
- друковані книги XIX століття (з наступним їх передруком у XX столітті).

## Рукописи та переклади
Оригінал найпершого рукопису 1298 року з генуезької в'язниці не зберігся. Втім, за 8 років після визволення звідти, тобто у 1307 році, Марко Поло зробив друге, власноруч відредаговане видання (до якого, втім, долучилися ченці домініканського ордену). Венецієць подарував цей рукопис французькому послу у Венеції лицарю Тьєбо де Сепуа для передачі його графу Карлу Валуа (1270—1325), брату короля Філіппа IV Вродливого, родоначальнику дому Валуа. У Франції твір почали переписувати, його активно обговорював королівський двір. Відомо, що у 1312 року рукопис Марка Поло особисто переписала Маргарита Бургундська (1290—1315), перша дружина Людовика X Сварливого. Як зазначає В. Шкловський, «переписували його як казку, як роман; нерідко помічали наприкінці, що книга недостовірна». Матеріал з твору Поло також нерідко потрапляв до інших романів.
Частина науковців дійсно висловлює сумніви щодо правдивості описів Марка Поло, зокрема, його подорожі до Китаю, припускаючи, що він міг просто повторювати оповіді, які почув від інших мандрівників.
Цілком природно, що твір, настільки незвичайний за змістом мав бути перекладений багатьма мовами. Першим перекладачем став монах-домініканець Франческо Піпіно (Francesco Pipino) з Болоньї. Інтерес ордену до тексту Поло (ще від співпраці над другим рукописом) був щирим та пильним: «Книги чудес» були цінним джерелом інформації як про маршрути подорожей, так і про вірування у країнах східного світу. Тому домініканці, великі місіонери та мандрівники, читали його, трансформували та повторно використовували у своїх творах аж до XX століття.
Знайдений нещодавно документ свідчить про тісний зв'язок між мандрівником та венеційськими ченцями Базиліки святих Івана і Павла, зокрема, згаданими Марко у своєму заповіті Ченторіо та Бенвенуто. Останній, що як і Піпіно, походить з Болоньї, на початку XIV століття керував роботами з розширення Сан-Заніполо, одного із найвідоміших сьогодні храмів Венеції. На думку італійських дослідників, він міг не тільки допомогти Марко з упорядкуванням другого рукопису, але й запросити через орден приблизно у 1310 році брата для перекладу цього рукопису на латину. Піпіно ретельно переклав ще один ломбардський екземпляр книги, проте вніс у манускрипт «деякі пасажі, які мали служити становленню душ у межах святої католицької доктрини».
Піпіно вважав, що його латинська версія має служити справі підготовки ченців до проповідницьких місій на Сході. Тому, керуючись власними уявленнями про пристойність, він сильно відредагував текст, пропустивши всі надто двозначні та відверті, як йому здавалося, фрагменти з тексту Марко Поло. В результаті латинський переклад Піпіно вийшов таким самим сухим, як і звіти, залишені його попередниками-монахами.
Спільний твір Марко Поло і Рустічелло, насправді, породив цілу «індустрію копіювання». При цьому кожен переписувач чи перекладач діяв, як йому заманеться. В результаті багато фрагментів рукопису Марка Поло виявилися сильно спотвореними, а їх порядок нерідко було порушено. Проте, на думку Жака Хеєрса, кількість рукописних копій тексту Марка Поло все одно була недостатньою. Він підрахував, що на початку XIV століття було близько 80 копій. Для порівняння: «Божественна комедія» Данте Аліг'єрі, створена у 1306—1321 роках, «існувала приблизно в п'ятистах примірниках».
Перша книга з текстом Марка Поло також була рукописною (друкувати книги в Європі почали дещо пізніше). Вона була створена у 1410 р., майже через століття після смерті Поло, на замовлення герцога Бургундського Йоана Безстрашного (1371—1419) на 299 великих аркушах пергаменту. Найкращі художники герцога прикрасили їх 81 малюнком, розфарбувавши власні чорно-білі мініатюри Марко Поло. Крім його спогадів про далекі мандри, до книги включили ще й п'ять оповідань інших авторів. У 1413 році ця книга була подарована герцогом Бургундським своєму дядькові, герцогу Французькому Йоану Беррійскому. Ця єдина копія рукопису старофранцузькою мовою нині зберігається у Національній бібліотеці Франції в Парижі.

## Друковані книги
Перше друковане видання книги Марко Поло з його вигаданим портретом на титульному аркуші вийшло у Нюрнберзі в 1477 р. — більше, ніж через 175 років після того, як Рустічелло закінчив свій рукопис. Також у Німеччині, але в Аугсбурзі, у 1481 р. та сама книга була перевидана. У 1484—1490 роках з'явилося перше латинське видання, надруковане у Венеції (за іншою версією — у Римі), відразу ж за ним у 1496 р. — італійське.
Перше французьке видання датовано 1556 роком — це був переклад латинської версії ченця Піпіно, а не оригінального рукопису Марко старофранцузькою.
На батьківщині Марко Поло багато років основним вважалося видання венеційця Джованні Баттіста Рамузіо (1485—1557), який збирав свідоцтва про відкриття італійських, іспанських та португальських мандрівників. Саме він написав першу біографію Марко Поло. Його так званий «Манускрипт R» кілька разів перевидавався, а остаточна його версія вийшла у 1557 року, вже після того, як Рамузіо помер в Падуї.

### Англо-французькі видання
На початку XIX століття вчені зробили спробу наведення порядку в плутаному нагромадженні відомостей, представлених у книзі Марко Поло. В авангарді цього руху, як не дивно, опинилися не італійці, а французи. Зокрема, у 1865 р. Паризьке географічне товариство випустило книгу Марко Поло з ретельними примітками відомого лінгвіста-сходознавця Жана-П'єра Гійома Потьє (1801—1873). Це видання по праву вважається найкращим із того, що зроблено у зв'язку з подорожами великого венеційця. Особливе значення публікації Гійома Потьє полягає в тому, що він порівняв розповіді Марко Поло зі старовинними монгольськими та китайськими хроніками, довівши, що тексти венеційця — це не фантазії, а вражаюче точний звіт про побачене та почуте.
У другій половині XIX століття наукову працю Гійома Потьє було доповнено та вдосконалено двома видатними вченими — британським полковником інженерних військ та географом Генрі Юлом (1820—1889) та французьким сходознавцем Анрі Кордьє (1848—1925). Генрі Юл зробив свій власний переклад книги Марко Поло і забезпечив його великими коментарями. Його робота під назвою «Книга пана Марко Поло, венеційця» вийшла у Лондоні у 1875 році. Книга Анрі Кордьє, перевірена у світлі останніх відкриттів, вийшла з посиланнями на лондонське видання. У 1921 році робота Генрі Юла знову була перевидана в Лондоні у трьох томах, і третій додатковий том було складено Анрі Кордьє. Цікаво, що на книгу Марко Поло ми найчастіше дивимося саме британськими очима видань 1903, 1908 (видавництво «A. Colin et. cie») та 1926 років.
Рясно забезпечене коментарями видання Юла-Кордьє майже вчетверо перевершує за обсягом оригінал Марко Поло і зображує його провісником Великої епохи відкриттів, ще успішнішим, ніж Магеллан та Колумб, на відміну від яких венецієць не носив меча, нікого не вбивав і не звертав у рабство. По суті, Генрі Юл та його наступник Анрі Кордьє, який багато років працював секретарем французької місії в Китаї, відновили репутацію Марко Поло в англомовному світі. Для цих двох дослідників головне в книзі Марко Поло полягало навіть не у змісті чи в історії її створення, а в тому, що вона сповнена загадок. При цьому обидва не сумнівалися у правдивості автора. Щоб знайти відповіді на численні питання, що виникають у зв'язку з книгою Марко Поло, Юл із Кордьє створили справжню всесвітню мережу кореспондентів, які допомагали розібратися, які азійські народи та місцевості мав на увазі відважний венецієць.
А потім у 1938 р. в Англії та у Франції вийшла книга, що є найповнішою версією твору Марко Поло. Її автори — професор з Кембриджу Артур Крістофер Моул (1873—1957) і французький сходознавець, дослідник Центральної Азії Поль Пельо (1878—1945). Ці двоє вчених склали «Зведений переклад», у якому вони «спробували звести докупи всі або майже всі збережені слова Марко Поло і вказати джерело, з якого походить кожне слово». Для цього знадобилося два томи приміток, але книга не вийшла нудною, бо А. К. Моул і П. Пельо зуміли зберегти яскравий стиль книги Марко Поло, в якій неймовірно перемішали суху інформацію і майже казкові уривки, викладені практично розмовною мовою.

### Російські видання
Перший російський переклад «Книги Марко Поло» зроблено перекладачем історичних рукописів XIX століття, членом «Імператорського товариства історії та старожитностей російських» Олексієм Шемякіним (1817—1887). Він зробив 15 її змістовних перекладів з німецької (!) та латинської. Переклад Шемякіним книги Поло з німецької (Die Reisen des Venezianers Marco Polo. Leipzig, 1845) друкувався у 1861—1862 рр. у «Читаннях Імператорського товариства» при Московському університеті і вийшов у 1863 р. окремим виданням. Цікавий факт: у листі 1860 р. Шемякін пише секретарю «Імператорського товариства» Бодянському (взагалі відомо про 70 його листів) про вже готові 376 сторінок, а він до половини не дійшов. У виданні 1940 р. — всього 272 сторінки. Нині переклад Шемякіна захований у надрах Російської Державної бібліотеки (РДБ) за 1862 р. і охороняється суворіше, ніж ядерна кнопка.
Другий російський переклад був анонімний (тобто без посилання: з якого саме видання його зроблено) та друкувався в петербурзькому журналі «Бібліотека дешева та загальнодоступна» (№ 1-4 за 1873 р.) і вийшов у 1877 р. окремим виданням під назвою: «Подорож у вісімдесят тисяч верст Тартарією та іншими країнами Сходу венеційського дворянина Марко Поло, прозваного Мільйонером» (3 частини, СПб). Обидва російські переклади, на відміну від третього (та майже усіх сучасних), наближені до оригіналу. Втім, оскільки переклади зроблені не з першотвору та розраховані на широкого читача, то й великого наукового значення вони не мали.
У 1880-х роках петербурзький статський радник професор-буддолог та затятий шанувальник німецького Іван Павлович Мінаєв (1840—1890) виконав третій переклад перших 94-х розділів книги Поло за виданням 1824 року. Професор Петербурзького університету німець Василь Володимирович Бартольд (1869—1930) після його смерті закінчив переклад. У 1902 р. Російське географічне товариство видало книгу. Перше радянське видання книги М. Поло вийшло у тому ж перекладі І. П. Мінаєва за редакцією К. І. Куніна під назвою: «Подорож Марко Поло» (1940 р.). У ньому вперше було перекладено останній (за рахунком 233-й) розділ. Усі представлені нині видання книги М. Поло російською — це саме переклад Мінаєва-Бартольда.
Відомі також книги радянського письменника Віктора Шкловського (1893—1984): «Подорож Марко Поло» (1938 р.), «Марко Поло розвідник» (1931), «Землі розвідник: Марко Поло» (1969). Шкловський не просто перекладає, а доповнює розповіді Марка. Що важливо, він пов'язує Венецію зі слов'янами південної Балтики — венедами, прямими нащадками яких, за думкою низки дослідників, могли бути брати-купці Микола (італ. Niccolò та Матвій (італ. Matteo Поло (батько та дядько Марко).

### Наукова цінність
До 1938 року в розпорядженні науковців знаходилось 150 рукописів Марко Поло, з них: 74 латиною ченця Піпіно, 20 діловою французькою, 19 венеційською, 18 тосканьською, 5 німецькою, 4 італійською і 2 французько-італійською Рустичане 1302 року. Причому із цих 150 не уривків, а повних текстів — понад 80 списків. З наукової точки зору, найбільший інтерес (за повнотою тексту) визначають наступні 7 рукописів/книг:
- Два рукописи з колекції французького короля Карла V династії Валуа (1338—1380, правління 1364—1380). Королеві належало п'ять таких рукописів, два з них зараз у Національних бібліотеках Франції та Швеції. Одна з них — Національна бібліотека Франції під шифром Fr.5649; інша — в 1650 була продана шведській королеві Крістіні (1626—1689). Нині ця рукописна книга — у Національній бібліотеці Швеції;
- Рукописна книга герцога Бургундського 1410 року;
- Друковане німецьке видання 1477 року;
- Два італійські рукописи, один з яких зберігається в Національній бібліотеці у Флоренції (Biblioteca Nazionale Centrale, раніше — Мальябек'янська бібліотека) — це книга 1847 (484 стор.), А інша знаходиться в приватній бібліотеці Пуччі (також Флоренція). Важливо, що цей італійський переклад (тосканською говіркою) з'явився ще за життя Поло.
- Видання книги у 1921 році (London-New York, у двох томах), з додатковим томом під назвою «Ser Marco Polo».

У 1928 р. італійський літературний критик Луїджі Фосколо Бенедетто (1886—1966) видав у Флоренції зведення всіх відомих текстів з численними примітками. Сеньйор Бенедетто намагався створити, як він висловлювався, «повне видання» («edizione integrate»). Це — ледве не єдина спроба настільки капітальної дослідницької роботи. Але сьогодні навіть вона вже неповна — адже після 1928 року було знайдено ще копії рукопису.
Наприклад, у 1933 р. серед книг Зелади (Zelada) в бібліотеці Толедського собору (Іспанія) Персіваль Девід виявив ще один латинський текст книги Марко. Він датується кінцем XIV — початком XV століття. Професор синології Кембриджського університету Артур Крістофер Моул (1873—1957) видав, як він писав «комбінований переклад» + креативні коментарі Поля Пелліо. Цитата: це «спроба зібрати і з'єднати кожне або майже кожне слово, яке приписується Марко Поло, із зазначенням джерела, звідки це слово походить». Праця складається з латинського тексту Зелади (том I), передмови та перекладу Моула (том II), за яким іде том спеціальних статей, том таблиць та карт.

## Зміст
«Подорожі» складаються з чотирьох частин. Перша описує терени Близького Сходу і Центральної Азії, які Марко Поло відвідав на шляху до Китаю. Друга частина описує сам Китай та двір хана Хубілая (онука Чингісхана). У третій частині йдеться про приморські місцевості: Японію, Індію, Шрі-Ланку, Південно-Східну Азію та східне узбережжя Африки. У четвертій частині описуються деякі війни між монголами та їхніми північними сусідами.
Зміст глав наведено з третього російського перекладу книги (тобто Мінаєва-Бартольда), з дублюванням окремих назв латиною:

### Пролог.
Глава I. Передмова до книги
Розділ II. Як Микола та Матвій вирушили з Константинополя (лат. Viaggi di Nicolo e Matteo Polo)
Розділ III. Як Микола та Матвій вирушили з Солдадії
Розділ IV. Як брати пройшли через пустелю і прибули до Бухари
Розділ V. Як брати зустріли посланця до Великого хана
Розділ VI. Як два брати прийшли до Великого хана
Розділ VII. Як Великий хан запитує братів про справи християн
Розділ VIII. Як Великий хан відправляє братів послами до римського апостола
Розділ IX. Як великий хан дав братам золоту дочку з наказами
Розділ X. Як брати прийшли до міста Акру
Розділ XI. Як брати разом із Марком, сином Миколи, вирушили з Венеції до Великого хана.
Розділ XII. Як брати пішли до римського апостола
Розділ XIII. Як брати прийшли в Клеменфу, де був Великий хан
Розділ XIV. Як два брати і Марко мандрують
Розділ XV. Як брати, виїхавши з Акри, знайшли Великого хана у палаці
Розділ XVI. Як Великий Хан посилає Марко своїм гінцем
Розділ XVII. Як Марко повернувся і повідомляє Великому хану
Розділ XXVIII. Як Микола з Матвієм та Марком просять у Великого хана відпустки
Розділ XIX. Описується, як Микола, Матвій та Марко поїхали від Великого хана

### Книга I.
Розділ XX. Описується Мала Вірменія
Розділ XXI. Описується Туркменія(лат. Turcomania)
Розділ XXII. Описується Велика Вірменія (лат. Armenia maggiore)
Розділ XXIII. Описуються грузинські царі та їхні справи(лат. Georgia)
Розділ XXIV. Описується Мосул (лат. Mosul)
Розділ XXV. Описується, як взяли велике місто Бодак (лат. Baldac)
Розділ XXVI. Описується величне місто Торіс
Розділ XXVII. Про велике диво в Бодаку та про горе (лат. Il miracolo della montagna)
Розділ XXVIII. Як християни злякалися слів каліфу
Розділ XXIX. Як єпископу було видіння про те, щоб черевичок молився
Розділ XXX. Як молитва християн зрушила гору
Розділ XXXI. Про велику провінцію Персії (лат. Persia)
Розділ XXXII. Про три волхви, що ходили поклонятися Господу
Розділ XXXIII. Описуються вісім царств Персії
Розділ XXXIV. Описується місто Язді
Розділ XXXV. Описується царство Креман (лат. Deserti di Creman)
Розділ XXXVI. Описується місто Камаді
Розділ XXXVII. Описується великий спуск
Розділ XXXVIII. Як по пустелі Деште Лут подорожують
Розділ XXXIX. Описується велике місто Кабану
Розділ XL. Як мандрують пустелею
Розділ XLI. Описується гірський старець та його ассасини
Розділ XLII. Як гірський старець виховує і робить слухняними своїх ассасинів
Розділ XLIII. Як асасини навчаються лиходіяти
Розділ XLIV. Описується Сапурган
Розділ XLV. Описується велике та знатне місто Балк (лат. Balk)
Розділ XLVI. Замок Тайкан та сіль (лат. Taican. Scassem)
Розділ XLVII. Описується велика область Баласіан (лат. Badascian)
Розділ XLVIII. Описується провінція Басіан (лат. Pascial)
Розділ XLIX. Описується провінція Шесінмюр (лат. Chesciemur, тобто Кашмир))
Розділ L. Велика річка Бадасіана та Вахан (лат. Vocan, pamer e belor)
Розділ LI. Описується царство Каскар (лат. Cascar)
Розділ LII. Описується велике місто Самарканд (лат. Samarcan)
Розділ LIII. Описується провінція Яркан (лат. Iarcan)
Розділ LIV. Описується велика провінція Котан.
Розділ LV. Описується провінція Пеїн (лат. Pein)
Розділ LVI. Починається про провінцію Чіарчіан (лат. Ciarcian)
Розділ LVII. Описується місто Лоб (лат. Deserto di Lop, Гобі)
Розділ LVIII. Описується Тангут (лат. Tangut)
Розділ LIX. Описується Камул (лат. Camul)
Розділ LX. Описується провінція Гінгінталас (лат. Cincitalas)
Розділ LXI. Описується провінція Суктур (лат. Suciur)
Розділ LXII. Описується місто Канкіпу [Cancipu}})
Розділ LXIII. Описується місто Єзіна (лат. Ezina)
Розділ LXIV. Описується місто Каракорон (лат. Caracoron,тобто - Каракорум)
Розділ LXV. Як Чингіс став першим ханом тартар (лат. Cinghis can e sue Geste)
Розділ LXVI. Як Чингісхан споряджає свій народ до походу на пресвітера Івана
Розділ LXVII. Як зійшлися на рівнині Тандук дві раті. Як закликав Чингісхан своїх звіздарів
Розділ LXVIII. Описується велика битва між попом Іваном та Чингісханом. Смерть Чингісхана
Розділ LXIX. Про ханів, що царювали після Чингісхана (лат. Successori вi Cinghis Can) (Про шість наступних імператорів тартар, і про Церемонії, які мають місце, коли їх готують до поховання в горах Алтаю)
Розділ LXX. Описується тартарська віра (Про тартарську армію, і про спосіб її формування — про порядок пересування, постачання та про методи наступу на ворога)
Розділ LXXI. Описується рівнина Бангу та різні звичаї народу
Розділ LXXII. Описується велике царство Ергінул (лат. Тангутська область)
Розділ LXXIII. Описується провінція Егрегайя
Розділ LXXIV. Описується велика провінція Сендук
Розділ LXXV. Описується місто Чіанду та чудовий палац Великого хана
Розділ LXXVI. Описується справи нині царюючого великого хана Кублая, його двір, справедливе правління
Розділ LXXVII. Описується велика битва між Великим ханом та його дядьком Наяном
Розділ LXXVIII. Як Великий хан пішов на Наяна
Розділ LXXIX. Про битву Великого хана з Наяном, його дядьком

### Книга II.
Розділ LXXX. Як Великий хан велів убити Наяна. Про промови Великого хана християнами про хрест
Розділ LXXXI. Як Великий хан повернувся до міста Канбалу
Розділ LXXXII. Описується, який Великий хан на вигляд
Розділ LXXXIII. Описуються сини Великого хана
Розділ LXXXIV. Описується палац Великого хана
Розділ LXXXV. Описується палац сина та спадкоємця Великого хана
Розділ LXXXVI. Як Великий хан наказує дванадцяти тисяч вершників охороняти себе
Розділ LXXXVII. Описується великий бенкет, що Великий хан ставить у день свого народження
Розділ LXXXVIII. Ще про те ж
Розділ LXXXIX. Описується велике свято, що Великий хан задає на початку року
Розділ XC. Описуються дванадцять тисяч баронів, що приходять на бенкети
Розділ XCI. Як Великий хан встановив, щоб приносили йому дичину
Розділ XCII. Описуються леви, леопарди, вовки, вивчені звірів ловити, та ще кречети, соколи та інші птахи
Розділ XCIII. Говориться про двох братів, що за мисливськими собаками дивляться
Глава XCIV. Описується, як Великий хан вирушає на полювання ловити звірів та птахів
Глава XCV. Як Великий хан влаштовує великі виходи і ставить великі бенкети
Розділ XCVI. Як Великий хан замість монет витрачає папірці
Розділ XCVII. Описуються дванадцять князів, що справи Великого хана виконують
Розділ XCVIII. Як від Камбали в різні провінції йдуть багато доріг
Глава XCIX. Як Великий хан допомагає тим, у кого немає хліба чи худоби
Глава C. Як Великий хан садить дерева дорогами
Глава CI. Про вину в провінції Катай, що п'ють піддані великого хана
Розділ CII. Описується, як чорне каміння провінції Катай горить, неначе дрова
Глава CIII. Як Великий хан наказує збирати багато хліба і роздає його на допомогу своєму народу (Про велику, що викликає захоплення, щедрість Великого Хана щодо бідних жителів Канбалу)
Розділ CIV. Як Великий хан роздає бідним милостиню. Про астрологів міста Канбалу. Про релігію тартар.
Глава CV. Про велику провінцію Катай і про річку Пулісанчі
Розділ CVI. Описується велике місто Жиги
Глава CVII. Описується царство Таїфу
Глава CVIII. Описується Каяу
Розділ CIX. Як піп Іван наказав захопити Золотого царя (тобто. імператора Династія Цзінь)
Розділ CX. Описується велика річка Каракорон
Розділ CXI. Говориться про велике місто Кенжин фу
Розділ CXII. Говориться про межі Катая та Мангі
Розділ CXIII. Описується провінція Акбалак Мангі
Розділ CXIV. Описується велика провінція Сінду фу
Розділ CXV. Описується Тибет
Розділ CXVI. Ще про провінцію Тибет
Розділ CXVII. Описується провінція Гаїнду
Розділ CXVIII. Описується провінція Каражан
Розділ CXIC. Ще про провінцію Караїан
Розділ CXX. Описується велика провінція Зардандан
Розділ CXXI. Як великий хан підкорив царства Мінін та Бангала
Розділ CXXII. Описується битва між військом великого хана та царем Мяна
Розділ CXXIII. Говориться про ту ж битву
Розділ CXXIV. Як йдуть великим спуском
Розділ CXXV. Описується місто М'ян
Розділ CXXVI. Описується місто Бангала
Розділ CXXVII. Описується провінція Каїгу
Розділ CXXVIII. Описується провінція Аму
Розділ CXXIX. Описується провінція Толоман
Глава CXXX. Описується провінція Каїгуї
Розділ CXXXI. Описується місто Качіан фу
Розділ CXXXII. Описується місто Чинанглу
Розділ CXXXIII. Описується місто Чинаглі
Розділ CXXXIV. Описується місто Кундінфу
Розділ CXXXV. Описується знатне місто Сінгуї
Розділ CXXXVI. Описується велике місто Лінгуї
Розділ CXXXVII. Описується місто Пінгуї
Розділ CXXXVIII. Описується місто Чингуї
Розділ CXXXIX. Як великий хан підкорив Мангі
Розділ CXL. Описується місто Коігангуї
Розділ CXLI. Говориться про місто Паншин
Розділ CXLII. Говориться про місто Каїу
Розділ CXLIII. Описується місто Тигуї
Розділ CXLIV. Описується місто Янгуї
Розділ CXLV. Описується провінція Нангхін
Розділ CXLVI. Описується місто Саїнфу
Розділ CXLVII. Описується місто Сінгуї
Розділ CXLVIII. Описується місто Каїги
Розділ CXLIX. Описується місто Чингіанфу
Розділ CL. Описується місто Чингінгі
Глава CLI. Описується місто Сінгі
Розділ CLII. Описується величне місто Кінсаї
Розділ CLIII. Описується великий дохід великого хана з міста Кінсаї
Розділ CLIV. Описується велике місто Танпіги
Розділ CLV. Описується царство Фуги
Розділ CLVI. Описується місто Фугі
Розділ CLVII. Описується місто Зантан

### Книга III. Parte Terza
Розділ CLVIII. Про Індію та про всі тамтешні чудеса
Розділ CLIX. Описується острів Чипінгу
Розділ CLXI. Описується, який вид у ідолів
Розділ CLXII. Описується країна Чинабу
Розділ CLXIII. Описується великий острів Ява
Розділ CLXIV. Описуються острови Сардан та Кандур
Розділ CLXV. Описується острів Пентам
Розділ CLXVI. Тут описується острів Мала Ява
Розділ CLXVII. Описується царство Самара
Розділ CLXVIII. Описується царство Даграіан
Розділ CLXIX. Описується царство Лабрін
Розділ CLXX. Описується царство Фансур
Розділ CLXXI. Описується острів Некаран
Розділ CLXXII. Описується острів Агаман
Розділ CLXXIII. Описується острів Цейлон
Розділ CLXXIV. Описується велика провінція Маабар
Розділ CLXXV. Описується царство Мосул
Розділ CLXXVI. описується те місце, де спочивають мощі св. Хоми, апостола
Розділ CLXXVII. Описується область Лар, де народилися народи
Розділ CLXXVIII. Цейлон описується ще раз
Розділ CLXXIX. Описується знатне місто Кайл
Розділ CLXXX. Описується царство Коіллон
Розділ CLXXXI. Описується місто Комарі
Розділ CLXXXII. Описується царство Єли
Розділ CLXXXIII. Описується царство Мелібар (лат. Melibar)
Розділ CLXXXIV. Описується царство Гузурат (лат. Gusurat)
Розділ CLXXXV. Описується царство Тана (лат. Tana)
Розділ CLXXXVI. Описується царство Канбает (лат. Kambaet)
Розділ CLXXXVII. Описується царство Семенат (лат. Semenat)
Розділ CLXXXVIII. Описується царство Кесмакоран (лат. Chesmacoran)
Розділ CLXXXIX. Описуються острови Чоловічий та Жіночий (лат. Le due isole Mascolina e Femminina)
Розділ CXC. Описується острів Скатра (лат. Scotra)
Розділ CXCI. Описується острів Мадагаскар (лат. Madeigascar)
Розділ CXCII. Описується острів Зангуїбар (лат. Zanguibar)
Розділ CXCIII. Тут починається про Абасію, що в Середній Індії (лат. Altre isole del mare delle Indie. Abasce)
Розділ CXCIV. Тут починається про провінцію Аден (лат. Aden. Escier)
Розділ CXCV. Описується місто Дуфар (лат. Dufar)
Розділ CXCVI. Описується затока та місто Калату (лат. Calatu)
Розділ CXCVII. Описується місто Курмоз
Розділ CXCVIII. Описується Велика Туреччина.
Розділ CXCIX. Що сказав великий хан про шкоду, зроблену царем Кайду
Розділ CCX. Як Аргон отримав царство
Розділ CCXI. Як Аргон наказав убити дядька Акомата
Розділ CCXII. Як князі кланяються Аргону
Розділ CCXIII. Як Кату взяв царство після смерті Аргону
Розділ CCXIV. Як Кіакату взяв царство після смерті Аргону
Розділ CCXV. Як Байду опанував царство після смерті Кіакату
Розділ CCXVI. Описується північний цар Канчі
Розділ CCXVII. Тут описується темна країна
Розділ CCXVIII. Тут описується Росія та її жителі (лат. Rossia e Lac)
Розділ CCXIX. Тут описується початок Великого моря
Розділ CCXX. Тут описуються царі західних тартар (лат. Geste dei Tartari di Ponente)
Розділ CCXXI. Тут описуються війна між Алаєм та Беркою та битви, що були між ними
Розділ CCXXII. Як Барка з військом йшов назустріч Алау
Розділ CCXXIII. Як Алау каже своєму війську
Розділ CCXXIV. Про велику битву між Алау та Баркою
Розділ CCXXIV. Ще про битву між Алау та Біркою
Розділ CCXXVI. Як Барка діє хоробро
Розділ CCXXVII. Як Тотамагу став царем західних тартар
Розділ CCXXVIII. Як Тотай вимагає у Ногая звіту у смерті Тотамагу
Розділ CCXXIX. Як Тотай посилає гінців до Ногая
Розділ CCXXX. Як Тотай пішов на Ногая
Розділ CCXXXI. Що Тотай каже війську
Розділ CCXXXII. Як цар Ногай відрізнявся